# Сургутский район
Сургу́тский райо́н — административно-территориальная единица и муниципальное образование (муниципальный район) Ханты-Мансийского автономного округа — Югры в составе Тюменской области России.
Административный центр — город Сургут (не входит в состав района).

## Физико-географическая характеристика
Географическое положение
Сургутский район расположен в пределах лесоболотной зоны Сургутской низины (Сургутского полесья) в центре Западно-Сибирской равнины, на правом берегу реки Оби, в её среднем течении. Площадь района — 104 997,54 км², что составляет приблизительно 19,63 % от общей площади Ханты-Мансийского автономного округа — Югры и 7,17 % от площади всей Тюменской области.
Сургутский район со всех сторон окружает города окружного значения Сургут и Когалым (собственно город и его эксклав Ортъягун), а также граничит:
- с другими административно-территориальными единицами Тюменской области:
  - с пятью административно-территориальными единицами того же Ханты-Мансийского автономного округа — Югры:
    - на юго-западе — с Нефтеюганским районом,
    - на западе — с Ханты-Мансийским районом,
    - на северо-западе — с Белоярским районом,
    - на востоке — с городом окружного значения Лангепасом и Нижневартовским районом,

  - на севере — с Надымским и Пуровским районами соседнего Ямало-Ненецкого автономного округа,
  - на юге — с Уватским районом, не входящим в состав автономных округов;
- на юго-востоке — с Каргасокским и Александровским районами соседней Томской области.

Наиболее значительные реки, протекающие в районе: Обь, Большой Юган, Малый Юган, Пим, Тромъёган и др. Крупнейшие озёра: Пильтанлор, Сыхтымлор, Нантлор, Курыктор, Хапхльнутяйто, Тету-Мамонтотяй, Юльвиумлор, Имлор, Качнылор, Коголымлор и др.

### Климат
Климат района резко континентальный, его отличают высокая влажность в весенне-летний и осенний периоды, интенсивная циркуляция воздушных масс: летом преобладают северные ветры, в остальное время — южные и юго-западные.
Сургутский район приравнен к районам Крайнего Севера.

## История
Сургутский район образован 11 января 1924 года в составе Тобольского округа Уральской области РСФСР из части упразднённого более крупного Сургутского уезда Тюменской губернии (РСФСР, в 1918—1923 гг.), включившего в себя часть волостей упразднённого Сургутского уезда Тобольской губернии.
В 1924 году на территории района в 208 тыс. км² насчитывалось 114 населённых пунктов (русских деревень и заимок, а также остякских юрт), которые были объединены в 5 сельсоветов: Локосовский, Сургутский, Сытоминский, Тундринский, Юганский.
Решением облисполкома от 28 августа 1958 года село Сургут отнесено к категории рабочих посёлков, а Сургутский сельсовет после выхода из него его центра был преобразован в Белоярский с переносом его центра в село Белый Яр.
9 апреля 1959 года Салымский сельсовет переименован в Лемпинский, Усть-Балыкский — в Чеускинский. Пимский сельсовет упразднён в пользу в Тундринского. 21 сентября 1967 года Пимский сельсовет восстановлен, а 5 ноября 1984 года вновь упразднён в пользу Лянторского поссовета.
17 июля 1964 года посёлок Нефтеюганск Сургутского района отнесён к категории рабочих посёлков, а 16 октября 1967 года стал городом окружного подчинения и выведен из Сургутского района.
Указом Президиума Верховного Совета РСФСР от 25 июня 1965 г. рабочий посёлок Сургут преобразован в город окружного подчинения, оставаясь райцентром, но уже вне пределов района.
25 марта 1968 года Чеускинский сельсовет передан в административное подчинение Нефтеюганскому горсовету. 3 октября 1968 года посёлок Пойковский отнесён к категории рабочих посёлков, а 29 апреля 1969 года передан в административное подчинение Нефтеюганскому горсовету.
16 декабря 1971 года образован Усть-Юганский сельсовет.
10 февраля 1972 года образованы Новоаганский сельсовет и вновь выделен Салымский.
24 сентября 1976 года Аганский, Новоаганский и Покурский сельсоветы переданы в Нижневартовский район.
17 марта 1977 года образован Ульт-Ягунский сельсовет.
24 марта 1978 года Тром-Аганский сельсовет переименован в Русскинский.
30 мая 1978 года образован Когалымский сельсовет.
12 ноября 1979 года посёлок Барсово отнесён к категории рабочих посёлков.
11 августа 1980 года Лемпинский, Салымский и Усть-Юганский сельсоветы переданы в новообразованный Нефтеюганский район.
5 ноября 1984 года село Белый Яр, посёлки Лянторский и Фёдоровский отнесены к категории рабочих посёлков.
15 августа 1985 года посёлок Когалым преобразован в город окружного подчинения. Когалымский сельсовет упразднён.
23 мая 1991 года образован Ляминский сельсовет, а 18 декабря 1991 — Нижнесортымский сельсовет.
18 мая 1992 года рабочий посёлок Лянторский отнесён к категории городов районного подчинения с названием Лянтор.

## Население
На момент создания района его население было крайне незначительным и к 1940 году достигло 14,7 тыс. человек.
| 2002     | 2008     | 2009     | 2010     | 2011     | 2012     | 2013     |
| -------- | -------- | -------- | -------- | -------- | -------- | -------- |
| 106 624  | ↗117 100 | ↗118 333 | ↘113 515 | ↗114 078 | ↗117 233 | ↗120 311 |
| 2014     | 2015     | 2016     | 2017     | 2018     | 2019     | 2020     |
| ↗121 399 | ↗121 816 | ↗122 983 | ↘122 695 | ↗124 247 | ↗124 552 | ↗125 707 |
| 2021     |          |          |          |          |          |          |
| ↗126 531 |          |          |          |          |          |          |

### Урбанизация
Городское население (город Лянтор и посёлки городского типа Барсово, Белый Яр и Фёдоровский) составляет 68,7 % населения района.

### Национальный состав
Ниже приводятся данные о национальном составе района по данным Всероссийской переписи населения 2010 года.
| Национальность | Численность (чел.) | Процентное соотношение |
| -------------- | ------------------ | ---------------------- |
| Русские        | 61 923             | 54,55 %                |
| Татары         | 9 190              | 8,10 %                 |
| Украинцы       | 8 320              | 7,33 %                 |
| Башкиры        | 3 604              | 3,17 %                 |
| Ханты          | 2 896              | 2,55 %                 |
| Азербайджанцы  | 2 716              | 2,39 %                 |
| Ногайцы        | 2 665              | 2,35 %                 |
| Кумыки         | 2 135              | 1,88 %                 |
| Лезгины        | 1 965              | 1,73 %                 |
| Узбеки         | 1 691              | 1,49 %                 |
| Чуваши         | 1 654              | 1,46 %                 |
| Таджики        | 1 528              | 1,35 %                 |
| Чеченцы        | 876                | 0,77 %                 |
| Молдаване      | 810                | 0,71 %                 |
| Белорусы       | 809                | 0,71 %                 |
| Другие         | 6 601              | 5,82 %                 |
| Не указали     | 4 132              | 3,64 %                 |
| Всего          | 113 515            | 100,00 %               |

## Муниципально-территориальное устройство
Муниципальный район включает 13 муниципальных образований нижнего уровня, в том числе 4 городских поселения и 9 сельских поселений, а также межселенную территорию без какого-либо статуса муниципального образования:
| №         | Муниципальное образование | Административный центр  | Количество населённых пунктов | Население (чел.) | Площадь (км²) |
| --------- | ------------------------- | ----------------------- | ----------------------------- | ---------------- | ------------- |
| 1e-06     | Городское поселение       |                         |                               |                  |               |
| 1         | Барсово                   | пгт Барсово             | 1                             | ↗6192            | 19,82         |
| 2         | Белый Яр                  | пгт Белый Яр            | 1                             | ↘16 141          | 7,09          |
| 3         | Лянтор                    | город Лянтор            | 1                             | ↘40 977          | 87,56         |
| 4         | Фёдоровский               | пгт Фёдоровский         | 1                             | ↗23 614          | 60,07         |
| 4.000002  | Сельское поселение        |                         |                               |                  |               |
| 5         | Локосово                  | село Локосово           | 2                             | ↘1097            | 90,68         |
| 6         | Лямина                    | деревня Лямина          | 2                             | ↗1102            | 72,90         |
| 7         | Нижнесортымский           | посёлок Нижнесортымский | 1                             | ↗14 217          | 19,92         |
| 8         | Русскинская               | деревня Русскинская     | 1                             | ↗1880            | 202,67        |
| 9         | Солнечный                 | посёлок Солнечный       | 2                             | ↗13 960          | 73,30         |
| 10        | Сытомино                  | село Сытомино           | 2                             | ↗1367            | 236,20        |
| 11        | Тундрино                  | посёлок Высокий Мыс     | 2                             | ↗524             | 49,58         |
| 12        | Угут                      | село Угут               | 5                             | ↗2845            | 943,80        |
| 13        | Ульт-Ягун                 | посёлок Ульт-Ягун       | 2                             | ↗2489            | 79,15         |
| 13.000003 | Межселенная территория    |                         |                               |                  |               |
| 13.000004 | межселенная территория    |                         | 2                             | 89               |               |

## Населённые пункты
В Сургутском районе 25 населённых пунктов, в том числе 4 городских (из них 1 город и 3 посёлка городского типа) и 21 сельский.
| №  | Населённый пункт | Тип     | Население | Муниципальное образование          |
| -- | ---------------- | ------- | --------- | ---------------------------------- |
| 1  | Банный           | посёлок | 25        | межселенная территория             |
| 2  | Барсово          | пгт     | ↗6192     | городское поселение Барсово        |
| 3  | Белый Яр         | пгт     | ↘16 141   | городское поселение Белый Яр       |
| 4  | Верхне-Мысовая   | деревня | ↗51       | сельское поселение Локосово        |
| 5  | Высокий Мыс      | посёлок | 408       | сельское поселение Тундрино        |
| 6  | Горный           | посёлок | 164       | сельское поселение Сытомино        |
| 7  | Каюкова          | деревня | 398       | сельское поселение Угут            |
| 8  | Локосово         | село    | ↘3410     | сельское поселение Локосово        |
| 9  | Лямина           | деревня | #Н/Д      | сельское поселение Лямина          |
| 10 | Лянтор           | город   | ↘40 977   | городское поселение Лянтор         |
| 11 | Малоюганский     | посёлок | 238       | сельское поселение Угут            |
| 12 | Нижнесортымский  | посёлок | ↗14 217   | сельское поселение Нижнесортымский |
| 13 | Песчаный         | посёлок | 102       | сельское поселение Лямина          |
| 14 | Русскинская      | деревня | ↗1880     | сельское поселение Русскинская     |
| 15 | Сайгатина        | деревня | ↘1075     | сельское поселение Солнечный       |
| 16 | Солнечный        | посёлок | ↗12 885   | сельское поселение Солнечный       |
| 17 | Сытомино         | село    | 1098      | сельское поселение Сытомино        |
| 18 | Тайлакова        | деревня | 96        | сельское поселение Угут            |
| 19 | Таурова          | деревня | 43        | сельское поселение Угут            |
| 20 | Тром-Аган        | посёлок | 194       | сельское поселение Ульт-Ягун       |
| 21 | Тундрино         | село    | ↗464      | сельское поселение Тундрино        |
| 22 | Угут             | село    | 2140      | сельское поселение Угут            |
| 23 | Ульт-Ягун        | посёлок | 2064      | сельское поселение Ульт-Ягун       |
| 24 | Фёдоровский      | пгт     | ↗23 614   | городское поселение Фёдоровский    |
| 25 | Юган             | деревня | 88        | межселенная территория             |

### Упразднённые населённые пункты
- посёлок Катесовы
- деревня Немчинова
- посёлок Пеньковы
- посёлок Рябиновый — опустевший (с 1999 года),
- деревня Кочевая — упразднена в 2009 году[27].

## Экономика
Основой экономического благополучия района является топливно-энергетический комплекс, который включает в себя геологоразведочные, нефтегазодобывающие, трубопроводные предприятия, нефтегазоперерабатывающие заводы. Безусловный лидер нефтедобычи и разведочного бурения на территории Сургутского района — ОАО «Сургутнефтегаз». Это одно из крупных и эффективных предприятий не только региона, но и всей России. На территории Сургутского района действуют также добывающие предприятия и объединения, такие как «Юганскнефтегаз», «Когалымнефтегаз», «Ноябрьскнефтегаз», «Мегионнефтегаз», «Лангепаснефтегаз», а также «Томскнефть» и другие.
На территории района расположено крупное предприятие ООО «Сургутгазпром», обеспечивающее транспортировку и переработку десятков тысяч миллиардов кубических метров газа в год, а также завод стабилизации газового конденсата — крупнейший поставщик газа для Сургутской ГРЭС и для нужд населения.
Район пересекают четыре крупных магистральных нефтепровода: «Нижневартовск—Самара», «Сургут—Полоцк», «Холмогоры—Клин», «Усть-Балык—Нижневартовск», газопровод «Уренгой—Челябинск», десятки нефте- и газопроводов местного значения, железные и автомобильные дороги.
На территории Сургутского района налажено производство строительных материалов, осуществляемое заводом строительных конструкций и выпуск промышленной продукции, которым занимаются предприятия лесной промышленности.
Сельское хозяйство представлено подсобными предприятиями крупных акционерных обществ, небольшими фермами и крестьянскими объединениями. Подобным образом организованы такие направления деятельности, как лов рыбы, заготовка пушнины и дикорастущих ягод и грибов.

## Спорт
В 1996 году была создана мужская волейбольная команда «ЗСК-Газпром». Команда участвует в чемпионате России с 1996 года. В 2002—2004 гг. являлась обладателем кубка Сибири и Дальнего Востока. У истоков команды стоял Х. Н. Ясавеев, лауреат Государственной премии СССР. На сегодняшний день команда называется «Газпром-Югра», участвует в Суперлиге чемпионата России по волейболу и представляет во всероссийских и международных соревнованиях Ханты-Мансийский автономный округ и Сургутский район.